# Flores (Azory)
Flores je nejzápadněji položeným obydleným ostrovem v Azorském souostroví v Atlantském oceánu a zároveň i nejzápadnějším obydleným územím Portugalska. Hlavním městem ostrova je Santa Cruz das Flores se zhruba 1600 obyvateli, což je téměř polovina všech lidí, žijících na ostrově. Během sta let, od roku 1900 do roku 2001, poklesl počet obyvatel ostrova z původních 8 127 na polovinu. Podle statistických údajů v roce 2006 žilo na Floresu 4 059 osob, což představovalo 1,67% veškeré populace Azorských ostrovů.
V roce 2009 byl ostrov Flores zapsán na seznam biosférických rezervací UNESCO.

## Geografie
Pobřeží ostrova Flores je obklopeno četnými útesy a menšími ostrůvky, jako jsou Ilheo d´Alvaro Rodrigues, Ilheo da Gadelha nebo Ilheo do Monchique, přičemž posledně jmenovaný je uváděn jako nejzápadnější území Portugalska. Ilheo do Monchique, který leží v dohledu od Fajã Grande, nejzápadněji položené vesnice v Portugalsku a zároveň i v Evropě, však není obydlený - ve skutečnosti se jedná jen o strmý, 34 metrů vysoký čedičový útes. Vnitrozemí ostrova je členité, s vysokými vrcholy a hlubokými údolími, jezery, řekami, vodopády a termálními prameny. Nejvyšším vrcholem ostrova je bývalý vulkán Morro Alto (914 m n. m.), průměrná nadmořská výška ostrova je 600 - 700 metrů.

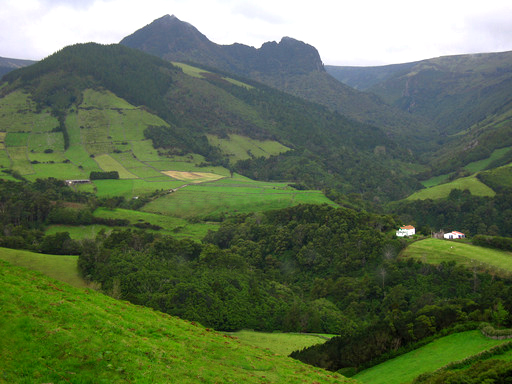
Krajina ve vnitrozemí ostrova

Necelých 20 km směrem na sever je od Floresu vzdálen ostrov Corvo, nejmenší a zároveň nejseverněji položený ostrov Azorského souostroví. Na rozdíl od východní části souostroví ostrovy Flores a Corvo leží na severoamerické litosférické desce.
Nejbližší obydlenou pevninou na západě je od Floresu téměř 2000 km vzdálený kanadský ostrov Newfoundland při východním pobřeží severoamerického kontinentu.

### Geologie
Nejstarší historie vzniku ostrova spadá do období pleistocénu a je spojena s podmořskou sopečnou aktivitou. Geologickou skladbu ostrova Flores tvoří horniny vulkanického původu, zejména různé druhy čediče, tefrit a trachyt. Po určitém období klidu zde docházelo k dalším sopečným erupcím v holocénu. Poslední vulkanické aktivity na ostrově probíhaly v období kolem let 1200 - 1000 př. n. l.

### Klima

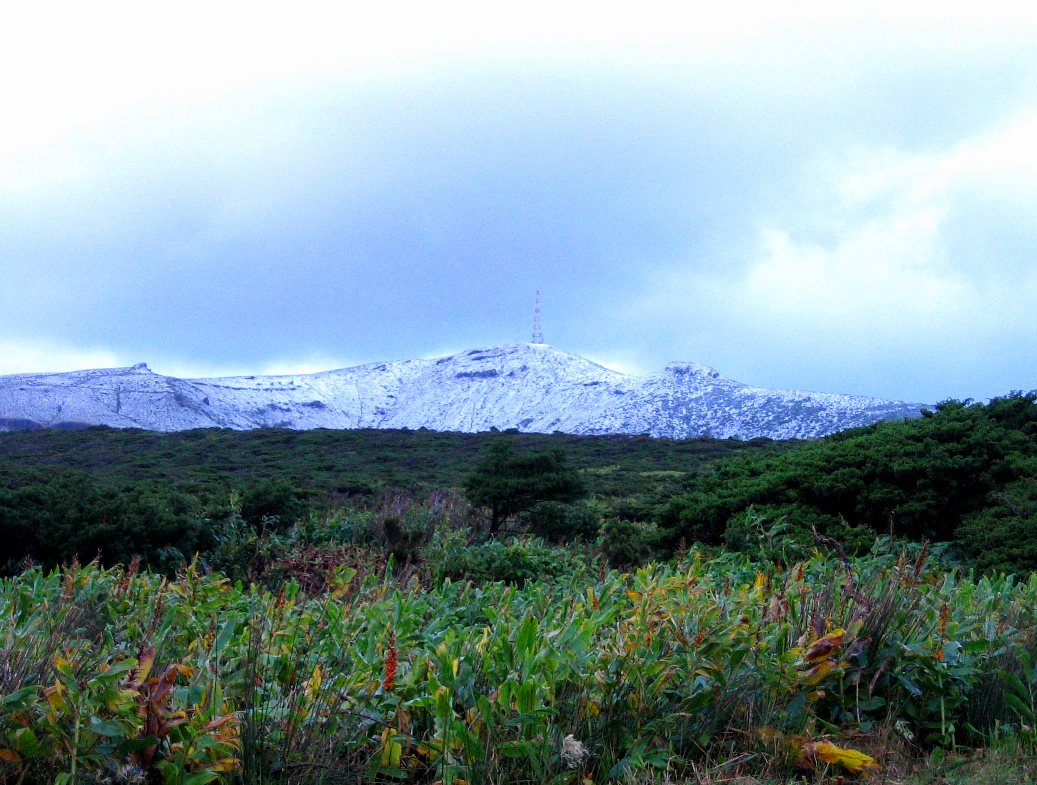
Masív Morro Alto v zimě

Ostrov Flores náleží do mírného podnebního pásu se znaky středozemního klimatu.

### Ochrana přírody
Na pobřeží i ve vnitrozemí ostrova je několik zvláště chráněných území. V centrální části Floresu se nachází přírodní rezervace Reserva Natural do Morro Alto e Pico da Sé a o něco jižněji rezervace Reserva Natural das Caldeiras Funda e Rasa. Celková plocha chráněných území na ostrově zahrnuje na souši 3 394 ha a 1 042 ha okolního moře.

## Historie
Uvádí se, že objeviteli ostrovů Flores a Corvo byli Diogo de Teive a jeho syn João, kteří je navštívili v roce 1452. Další období průzkumu ostrova Flores v druhé polovině 15. století je spojeno se jménem vlámského šlechtice a obchodníka Wilhelma van der Haegena, známého též pod portugalským jménem Guilherme da Silveira, který bývá označován za "kolonizátora Azorských ostrovů".

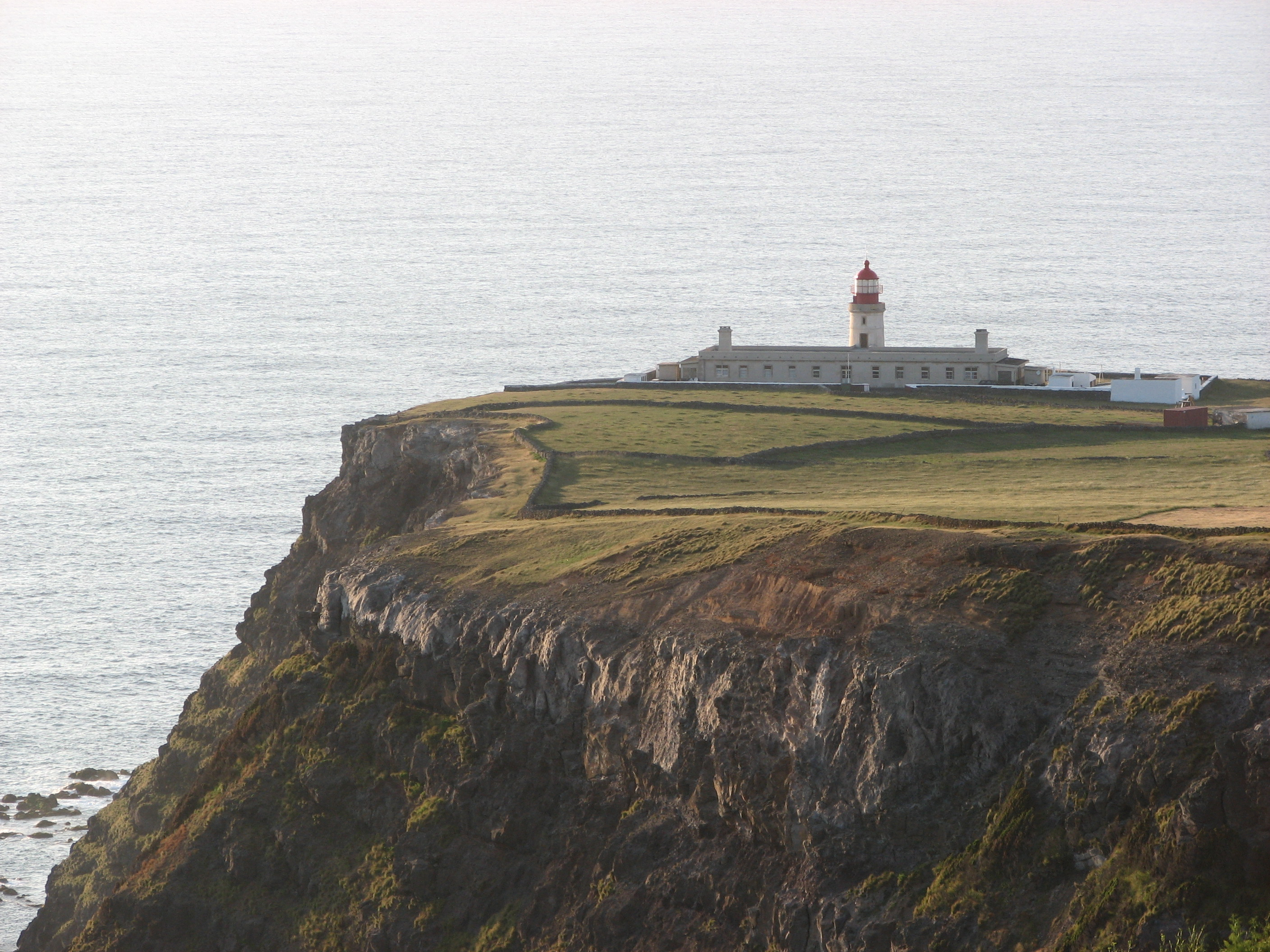
Maják na mysu Albernaz nedaleko Ponta Delgada na severu ostrova

Ostrov byl původně pojmenován São Tomás podle Tomáše Becketa z Canterbury či São Iria podle křesťanské mučednice svaté Ireny Portugalské, zvané též Iria z Tomaru (portugalsky Iria de Tomar). Později se pro ostrov vžilo pojmenování Flores (výsl. Floriš, v českém překladu Květy). Podnětem k tomu byly bohaté porosty kvetoucích rostlin na ostrově, zejména hortenzií, jejichž semena sem byla pravděpodobně zavlečena migrujícím ptactvem až z oblasti Floridy. Flóra ostrova si dones zachovala mimořádnou rozmanitost.
Ostrov Flores si po staletí zachovával určitou izolovanost, narušovanou jen občasnou návštěvou obchodních lodí, zejména z azorských ostrovů Terceiry a Faialu. Předmětem obchodování býval velrybí tuk, med, cedrové dřevo, máslo, citróny, pomeranče a uzené maso, později též keramika z místních dílen.
Své izolovanosti se Flores postupně zbavil až ve 20. století. Jako první k tomu přispělo zavedení telegrafního a později (od roku 1925) též telefonního spojení. K rozvoji lodní dopravy přispělo lepší vybavení přístavů. V letech 1962 - 1966 byla na Floresu vybudován francouzská vojenská základna pro sledování balistických raket, což mělo též určitý pozitivní vliv na ekonomiku ostrova. Po uzavření základny v roce 1994 se hlavním těžištěm místní ekonomiky stal rozvoj turizmu.